# CONMEBOL Recopa
De CONMEBOL Recopa, ook wel Recopa Sudamericana genoemd, is de supercup die jaarlijks gespeeld wordt in het Zuid-Amerikaanse voetbal tussen de winnaars van de CONMEBOL-competities CONMEBOL Libertadores en CONMEBOL Sudamericana.

## Geschiedenis
De CONMEBOL Recopa werd voor het eerst gespeeld in 1989 tussen de winnaar van de CONMEBOL Libertadores en de Supercopa Sudamericana. De editie van 1991 verviel omdat Club Olimpia zowel de CONMEBOL Libertadores als de Supercopa Sudamericana had gewonnen. Van 1999 tot 2002 werd de Recopa niet gespeeld omdat de Supercopa was opgeheven. Na de oprichting van de CONMEBOL Sudamericana in 2002 werd de Recopa opnieuw ingesteld. De Zuid-Amerikaanse supercup wordt over twee wedstrijden gespeeld.

## Finales
* = thuiswedstrijd van de uiteindelijke winnaar
| Jaar                    | Plaats                | Winnaar                 | Uitslag                           | Finalist               |
| ----------------------- | --------------------- | ----------------------- | --------------------------------- | ---------------------- |
| 1989                    |                       | Nacional                | 1–0*, 0–0                         | Racing Club            |
| 1990                    | Miami (USA)           | Boca Juniors            | 1–0                               | Atlético Nacional      |
| 1991 ¹                  |                       | Club Olimpia            |                                   |                        |
| 1992                    | Kobe (Japan)          | Colo-Colo               | 0–0 (5–4, na strafschoppen)       | Cruzeiro               |
| 1993                    |                       | São Paulo               | 0–0*, 0–0 (4–2, na strafschoppen) | Cruzeiro               |
| 1994 ²                  | Kobe (Japan)          | São Paulo               | 3–1                               | Botafogo               |
| 1995                    | Tokio (Japan)         | Independiente           | 1–0                               | Vélez Sársfield        |
| 1996                    | Kobe (Japan)          | Grêmio                  | 4–1                               | Independiente          |
| 1997                    | Kobe (Japan)          | Vélez Sársfield         | 1–1 (4–2, na strafschoppen)       | River Plate            |
| 1998                    |                       | Cruzeiro                | 2–0*, 0–0                         | River Plate            |
| 1999–2002 niet gespeeld |                       |                         |                                   |                        |
| 2003                    | Los Angeles (USA)     | Club Olimpia            | 2–0                               | San Lorenzo            |
| 2004                    | Fort Lauderdale (USA) | Cienciano               | 1–1 (4–2, na strafschoppen)       | Boca Juniors           |
| 2005                    |                       | Boca Juniors            | 3–1*, 1–2                         | Once Caldas            |
| 2006                    |                       | Boca Juniors            | 2–1*, 2–2                         | São Paulo              |
| 2007                    |                       | Internacional           | 1–2, 4–0*                         | Pachuca                |
| 2008                    |                       | Boca Juniors            | 3–1, 2–2*                         | Arsenal de Sarandí     |
| 2009                    |                       | LDU Quito               | 1–0, 3–0*                         | Internacional          |
| 2010                    |                       | LDU Quito               | 2–1*, 0–0                         | Estudiantes            |
| 2011                    |                       | Internacional           | 2–1, 3–1*                         | Independiente          |
| 2012                    |                       | Santos                  | 0–0, 2–0*                         | Universidad de Chile   |
| 2013                    |                       | Corinthians             | 2–1, 2–0                          | São Paulo              |
| 2014                    |                       | Atlético Mineiro        | 1–0, 4–3 (na verlenging)          | Lanús                  |
| 2015                    |                       | River Plate             | 1–0, 1–0                          | San Lorenzo            |
| 2016                    |                       | River Plate             | 0–0, 2–1                          | Independiente Santa Fe |
| 2017                    |                       | Atlético Nacional       | 2–1, 4–1                          | Chapecoense            |
| 2018                    |                       | Grêmio                  | 1–1, 0–0* (5–4, na strafschoppen) | Independiente          |
| 2019                    |                       | River Plate             | 0–1, 3–0                          | Paranaense             |
| 2020                    |                       | Flamengo                | 2–2, 3–0                          | Independiente          |
| 2021                    |                       | Defensa y Justicia      | 1–2, 2–1 (4–3, na strafschoppen)  | Palmeiras              |
| 2022                    |                       | Palmeiras               | 2–2, 2–0                          | Paranaense             |
| 2023                    |                       | Independiente del Valle | 1–0, 0–1 (5–4, na strafschoppen)  | Flamengo               |
| 2024                    |                       | Fluminense              | 0–1, 2–0                          | LDU Quito              |

(¹) 1991: Club Olimpia won de CONMEBOL Libertadores en de Supercopa Sudamericana (1990)
(²) 1994: São Paulo won de CONMEBOL Libertadores en de Supercopa Sudamericana (1993), tegenstander Botafogo was de winnaar van de Copa CONMEBOL 1993
1989 · 1990 · 1991 · 1992 · 1993 · 1994 · 1995 · 1996 · 1997 · 1998 · 1999 · 2000 · 2001 · 2002 · 2003 · 2004 · 2005 · 2006 · 2007 · 2008 · 2009 · 2010 · 2011 · 2012 · 2013 · 2014 · 2015 · 2016 · 2017 · 2018 · 2019 · 2020 · 2021 · 2022